# موهوب الغزوانی
موهوب الغزوانی (انگلیسی: Maouhoub Ghazouani؛ زادهٔ ۱۹۴۶ (۷۸–۷۹ سال)) بازیکن سابق فوتبال اهل مراکش است.
وی عضو تیم ملی فوتبال مراکش در جام جهانی فوتبال ۱۹۷۰ بوده است.